# 5 STORIES CLIPS & MORE
『5 STORIES <CLIPS & MORE>』(ファイブ ストーリーズ クリップス アンド モア)は、2000年9月27日に発売されたJanne Da Arcのビデオ・クリップ集である。

## 概要
- Janne Da Arc初となるビデオ・クリップ集。VHSとDVDの2形態で発売された。
- 記念すべき1stシングル「RED ZONE」から5thシングル「will 〜地図にない場所〜」までのPVと、オフショットなどの特典映像が収録されている。

## 収録曲
1. RED ZONE
1stシングル。
2. Lunatic Gate
2ndシングル。
3. EDEN 〜君がいない〜
3rdシングル。
4. Heaven's Place
4thシングル。
5. will 〜地図にない場所〜
5thシングル。
6. オフショット